# 博胡希夫卡 (伏林州)
50°46′1″N 25°11′40″E / 50.76694°N 25.19444°E
博胡希夫卡（羅馬化：Bohushivka）是烏克蘭西部沃倫州的村落，隸屬盧茨克區盧茨克市鎮，位於盧茨克市西方，始建於1799年，面積0.59平方公里，海拔高度206米，2001年人口187，人口密度每平方公里317.49人。